# Oncocnemis poliochroa
Oncocnemis poliochroa är en fjärilsart som beskrevs av George Francis Hampson 1905. Oncocnemis poliochroa ingår i släktet Oncocnemis och familjen nattflyn. Inga underarter finns listade i Catalogue of Life.